# Korn Khunatipapisiri
Korn Khunatipapisiri (กร คุณาธิปอภิสิริ), noto anche con lo pseudonimo di Oaujun (อู๋จุน) (Khon Kaen, 13 novembre 1994), è un ballerino e attore thailandese.

## Biografia
Nato nel 1994, ha due fratelli maggiori. Ha frequentato l'Università Srinakharinwirot. Principalmente ballerino, si è esibito in oltre 100 concorsi musicali ed è tra i membri nel gruppo di ballo "Station5".
Oaujun è anche attore, principalmente noto per le sue interpretazioni di Zee in Love's Coming e Love Love You, Rayji in Ugly Duckling - Luk pet khire e Tew in SOTUS: The Series - Phi wak tua rai kap nai pi nueng e SOTUS S: The Series.

## Filmografia

### Cinema
- Rose – Last Love (2013)[3]
- Love's Coming, regia di Naphat Chaithiangthum (2014)
- Love Love You, regia di Naphat Chaithiangthum (2015)
- Hao Hug Home (2015)

### Televisione
- Wifi Society - serie TV, episodio 1x06 (2015)
- Ugly Duckling - Luk pet khire - serie TV, 9 episodi (2016)
- U-Prince Series - serie TV (2016-2017)
- Lovey Dovey - serie TV (2016)
- SOTUS: The Series - Phi wak tua rai kap nai pi nueng - serie TV, 14 episodi (2016-2017)
- Little Big Dream - Khwam fan an sungsut - film TV (2016)
- Slam Dance - Thum fan sanan flo - serie TV (2017)
- SOTUS S: The Series - serie TV, 13 episodi (2017-2018)
- Our Skyy - Yak hen thong fah pen yang wan nan - miniserie TV, 1 episodio (2018)